# لنز کانن ئی‌اف-اس ۱۷–۸۵میلی‌متر
لنز کانن ئی‌اف-اس ۱۷–۸۵میلی‌متر (به انگلیسی: Canon EF-S 17–85mm lens) نام لنز دوربین عکاسی از نوع زوم است که توسط شرکت کانن تولید می‌شود. فاصلهٔ کانونی این لنز ۱۷ تا ۸۵ میلی‌متر، دیافراگم آن دارای ۶ تیغه و ضریب اف آن اف ۴٫۰ تا ۵٫۶ / اف ۲۲ تا ۳۲ است. 